# 王子物流
王子物流株式会社（おうじぶつりゅう、英文社名 Oji Logitsics Co.,Ltd.）は、王子ホールディングスの物流子会社。日本全国の王子グループの工場や、都市部の消費地近くに物流拠点を設け、提携運送会社を通じて紙製品等の輸送を行っている。
なお、類似した名称の運送会社である王子運送（現：東京福山通運）とは、直接の繋がりはない。

## 主要事業所
- 本社 - 東京都中央区銀座5-12-8（王子製紙1号館3階）
- 東日本統括本部 - 千葉県浦安市千鳥10-2
- 富士事業部 - 静岡県富士市中河原161-6
- 中日本統括本部 - 愛知県春日井市下条町667
- 西日本統括本部 - 大阪府大阪市港区石田1-2-1

## 沿革
- 1961年（昭和36年）10月12日 - 王子運輸倉庫株式会社を設立。
- 2001年（平成13年）10月1日 - 本州物流センター、北海道王子物流、KSウイング、神崎物流センターと合併、王子物流株式会社に社名変更。
- 2005年（平成17年）4月1日 - 富士臨海倉庫株式会社を合併。

## モーダルシフト
環境対策として、輸送手段をトラックから海上・鉄道輸送に切り替える、モーダルシフトを進めている。
船舶
苫小牧工場～東京（1.4万トン級専用船3隻）、日南工場～東京・大阪（1万トン級専用船1隻）、釧路工場～東京（5千トン級専用船1隻）に専用船を就航させており、復路は工場に向けて古紙を輸送している。
鉄道
苫小牧・春日井・米子の各工場には専用線が設けられており、工場から直接貨物列車で製品を出荷している。